# Jens Paludan-Müller (præst)
 For alternative betydninger, se Jens Paludan-Müller. (Se også artikler, som begynder med Jens Paludan-Müller)
Jens Paludan-Müller (8. februar 1813 i Kerteminde – 29. juni 1899 i København) var en dansk præst og teolog, bror til Caspar og Frederik Paludan-Müller.
Paludan-Müller blev student fra Odense 1831, cand. theol. 1837 og samme år lærer ved Sorø Akademi. Hans poetiske og pædagogiske sans fandt tilfredsstillelse i Sorø, og han fortsatte sine teologiske studier, som han altid havde dyrket og blev ved at dyrke på sin egen måde, og sine filosofiske studier, hvori Sibbern var hans lærer.
1847 blev han præst i Aalborg, hvor han
oprettede en Forberedelsesskode til Latinskolen,
1855 blev han Sognepræst i Thisted og Aaret
efter Provst for de omliggende Herreder. For
at faa Tid og Lejlighed til teol. Studier flyttede
han 1864 som Præst til Marvede og Hyllinge
paa Sjælland og 1874 til Snesere. 1888 tog han
sin Afsked som Præst og levede til sin Død i
Kbhvn, optaget af teol. Forfattervirksomhed.
Ved Univ.’s Jubilæum 1879 blev han teol.
Æresdoktor. Hans Hovedskrift er »Om Guds Ord«
(1869), hvortil slutter sig »Skriften og
Overleveringen fremstillet i deres evangeliske
Sammenhæng« (1871), »Folkekirken og
evangelisk Tro« (1890) og »Guds Rige og evangelisk
Tro« (1891). Han kaldte selv sin Teologi for
»Sakramentteologi«, hans Udgangspunkt var det
religiøse Erfaringsliv.